# Tinkercad
Tinkercad est un programme de modélisation 3D en ligne gratuit qui s'exécute dans un navigateur Web, édité par Autodesk. Il est connu pour sa simplicité et sa facilité d'utilisation. Publié en 2011, il est utilisé pour créer des modèles pour l'impression 3D et dans l'enseignement de la géométrie du solide dans les écoles.

## Historique
L'entreprise Tinkercad est créée en 2010 dans l'Union européenne par l'ancien ingénieur de Google Kai Backman et son cofondateur Mikko Mononen. Leur objectif est alors de rendre la modélisation 3D, en particulier la conception d'objets physiques, accessible au plus grand nombre, et de permettre aux utilisateurs de publier leurs créations sous une licence Creative Commons, sur une bibliothèque en ligne. En 2011, le site internet de Tinkercad est lancé en tant qu'outil de modélisation 3D sur le Web pour les navigateurs équipés de WebGL. En 2012, la société déménage son siège social à San Francisco, alors que plus de 100 000 modèles3 D ont été publiés par les utilisateurs dans la bibliothèque de Tinkercad.
En mai 2013, l'entreprise américaine de logiciels Autodesk annonce lors d'une Maker Faire l'acquisition de Tinkercad.
En mai 2017, Autodesk abandonne la fonction « Electronics Lab » de son logiciel 123D Circuits (Circuits.io) et la fusionne avec Tinkercad,,.

## Concept

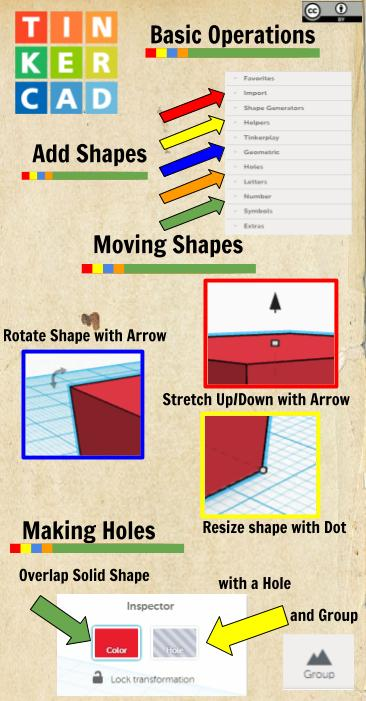
Illustration des opérations de base dans Tinkercad.

Tinkercad utilise une méthode simplifiée de modélisation paramétrique (comme les logiciels SolidWorks et Autodesk Inventor) pour construire des modèles. Un modèle est composé de formes primitives (cubes, cylindres, boules…) qui sont soit « pleines », soit « creuses ». En combinant des solides et des trous ensemble, de nouvelles formes peuvent être créées, qui peuvent à leur tour se voir attribuer la propriété de solide ou de trou. En plus de la bibliothèque standard de formes primitives, un utilisateur peut créer des générateurs de formes personnalisés à l'aide d'un éditeur JavaScript intégré.
Les formes peuvent être importées dans trois formats : STL et OBJ pour les objets en trois dimensions, et SVG pour les formes en deux dimensions ; ces dernières peuvent ensuite être extrudées en objets en trois dimensions. Tinkercad exporte des modèles aux formats STL ou OBJ, prêts pour l'impression 3D.
Tinkercad inclut également une fonctionnalité d'exportation de modèles 3D vers Minecraft, et offre également la possibilité de concevoir des structures en utilisant des briques Lego.